# I liga argentyńska w piłce nożnej (1994/1995)
Był to ostatni sezon, w którym za zwycięstwo w lidze argentyńskiej przyznawano 2 punkty.
Mistrzem Argentyny turnieju Apertura w sezonie 1994/1995 został klub River Plate, natomiast wicemistrzem Argentyny turnieju Apertura został klub San Lorenzo de Almagro.
Mistrzem Argentyny turnieju Clausura w sezonie 1994/1995 został klub San Lorenzo de Almagro, natomiast wicemistrzem Argentyny turnieju Clausura został klub Gimnasia y Esgrima La Plata.
Do Copa Libertadores w roku 1996 zakwalifikowały się następujące kluby:
- River Plate (mistrz Argentyny Apertura)
- San Lorenzo de Almagro (mistrz Argentyny Clausura)

Do Copa CONMEBOL w roku 1995 zakwalifikowały się z Argentyny dwa kluby:
- Gimnasia y Esgrima La Plata
- Rosario Central

Tabela spadkowa zadecydowała o tym, które kluby spadną do drugiej ligi (Primera B Nacional Argentina). Spadły kluby, które w tabeli spadkowej zajęły dwa ostatnie miejsca – Deportivo Mandiyú i Talleres Córdoba. Na ich miejsce awansowały dwie najlepsze drużyny z drugiej ligi – Estudiantes La Plata i CA Colón.

## Torneo Apertura 1994/1995

### Apertura 1
| Data            | Mecz |
| --------------- | --- |
| 2 września 1994 | Club Atlético Lanús – River Plate 1:1 Martín Raúl Vilallonga – Hernán Crespo mecz rozegrany został na stadionie klubu Independiente    |
| 3 września 1994 | Gimnasia y Esgrima La Plata – San Lorenzo de Almagro 0:0                                                                               |
| 4 września 1994 | Racing Club de Avellaneda – Ferro Carril Oeste 0:1 Claudio M. Vidal                                                                    |
| 4 września 1994 | Boca Juniors – CA Banfield 1:2 Alberto José Márcico – Fabio Javier Radaelli, Julio Ricardo Cruz                                        |
| 4 września 1994 | CA Huracán – Deportivo Mandiyú 3:1 Hugo Morales, Gabriel Osvaldo Rinaldi, Rodolfo Gustavo Flores – Guido Virgilio Alvarenga            |
| 4 września 1994 | Argentinos Juniors – Independiente 0:2 Sebastián Rambert (2) mecz rozegrany został na stadionie klubu Ferro Carril Oeste               |
| 4 września 1994 | Rosario Central – Belgrano Córdoba 1:0 Darío Óscar Scotto                                                                              |
| 4 września 1994 | Vélez Sarsfield – Gimnasia y Esgrima Jujuy 2:0 Flavio Gabriel Zandoná, Roberto Luis Trotta (k)                                         |
| 4 września 1994 | Talleres Córdoba – Newell’s Old Boys 2:2 Ariel Eduardo Boldrini, Omar Alberto Gauna – Juan Manuel Llop, Diego Cristián Castagno Suárez |
| 4 września 1994 | CA Platense – Deportivo Español 1:1 Marcelo Espina – José Batista                                                                      |

### Apertura 2
| Data             | Mecz |
| ---------------- | --- |
| 9 września 1994  | San Lorenzo de Almagro – Argentinos Juniors 0:0 |
| 10 września 1994 | Newell’s Old Boys – Boca Juniors 0:0 |
| 11 września 1994 | CA Platense – Racing Club de Avellaneda 0:2 Claudio Omar García, Néstor Adrián de Vicente                                                                          |
| 11 września 1994 | Deportivo Mandiyú – Talleres Córdoba 2:2 Dante Alberto Fernández (2) – Juan Carlos Ruiz Díaz (2) mecz rozegrany został na stadionie klubu Huracán Corrientes       |
| 11 września 1994 | CA Banfield – Vélez Sarsfield 0:1 José Óscar Flores |
| 11 września 1994 | River Plate – Rosario Central 1:0 Gabriel Cedrés |
| 11 września 1994 | Deportivo Español – CA Huracán 0:1 Víctor Hugo Delgado |
| 11 września 1994 | Gimnasia y Esgrima Jujuy – Club Atlético Lanús 1:0 Mario Humberto Lobo                                                                                             |
| 11 września 1994 | Belgrano Córdoba – Gimnasia y Esgrima La Plata 1:1 Jorge Héctor San Esteban s – Carlos Federico Lagorio mecz rozegrany został na stadionie klubu Instituto Córdoba |
| 11 września 1994 | Independiente – Ferro Carril Oeste 1:1 Albeiro Usuriaga – Claudio M. Vidal                                                                                         |

### Apertura 3
| Data             | Mecz |
| ---------------- | --- |
| 16 września 1994 | Ferro Carril Oeste – San Lorenzo de Almagro 1:1 Humberto Fabián Biazotti – Esteban Fernando González                       |
| 17 września 1994 | Gimnasia y Esgrima La Plata – River Plate 0:0                                                                              |
| 18 września 1994 | Racing Club de Avellaneda – Independiente 0:2 Hugo Pérez (k), Gustavo López                                                |
| 18 września 1994 | Argentinos Juniors – Belgrano Córdoba 1:0 Carlos Luis Torres mecz rozegrany został na stadionie klubu Atlanta Buenos Aires |
| 18 września 1994 | Rosario Central – Gimnasia y Esgrima Jujuy 2:0 Darío Óscar Scotto, Horacio Carbonari                                       |
| 18 września 1994 | Vélez Sarsfield – Newell’s Old Boys 2:0 Omar Asad, José Óscar Flores                                                       |
| 18 września 1994 | Talleres Córdoba – Deportivo Español 1:1 Silvio René Carrario – Juan Gustavo Spallina                                      |
| 18 września 1994 | Club Atlético Lanús – CA Banfield 1:0 Omar Simionato                                                                       |
| 18 września 1994 | Boca Juniors – Deportivo Mandiyú 1:1 Rubén Fernando Da Silva – Guido Virgilio Alvarenga                                    |
| 18 września 1994 | CA Huracán – CA Platense 3:0 Walter Luis Pelletti (2), Mario Daniel Conti                                                  |

### Apertura 4
| Data             | Mecz |
| ---------------- | --- |
| 23 września 1994 | Deportivo Español – Boca Juniors 1:3 Roberto Luis Oste – Rubén Fernando Da Silva, Alejandro Fabián Farías, Alberto José Márcico (k) mecz rozegrany został na stadionie klubu CA Huracán |
| 24 września 1994 | Deportivo Mandiyú – Vélez Sarsfield 1:2 Gerson Diomar Díaz – Omar Asad, Christian Bassedas mecz rozegrany został na stadionie klubu Huracán Corrientes                                  |
| 25 września 1994 | Racing Club de Avellaneda – CA Huracán 1:0 Juan Ramón Fleita |
| 25 września 1994 | Newell’s Old Boys – Club Atlético Lanús 3:1 Cristián Enrique Ruffini (k), Gustavo Lionel Siviero, Hugo Héctor Smaldone – Martín Raúl Vilallonga                                         |
| 25 września 1994 | Gimnasia y Esgrima Jujuy – Gimnasia y Esgrima La Plata 1:2 Mario Humberto Lobo – Sergio Daniel Dopazo, Guillermo Sanguinetti                                                            |
| 25 września 1994 | Belgrano Córdoba – Ferro Carril Oeste 0:1 Luis Ernesto Abramovich s mecz rozegrany został na stadionie klubu Instituto Córdoba                                                          |
| 25 września 1994 | CA Platense – Talleres Córdoba 0:2 Ramón Arsenio Benítez, Silvio René Carrario |
| 25 września 1994 | CA Banfield – Rosario Central 0:0 |
| 25 września 1994 | River Plate – Argentinos Juniors 3:2 Hernán Crespo (2), Enzo Francescoli – Luis Alberto Ramos, Leonel Fernando Gancedo                                                                  |
| 25 września 1994 | San Lorenzo de Almagro – Independiente 2:1 Esteban Fernando González, Carlos Javier Netto (k) – Claudio David Arzeno                                                                    |

### Apertura 5
| Data                | Mecz |
| ------------------- | --- |
| 30 września 1994    | Gimnasia y Esgrima La Plata – CA Banfield 1:2 Carlos Federico Lagorio – Patricio Alejandro Camps, Raúl Edmundo Wensel              |
| 30 września 1994    | Independiente – Belgrano Córdoba 3:1 Ricardo Alberto Gareca, Cristián Darío Aragón, Walter Adrián Parodi – Luis Fabián Artime      |
| 1 października 1994 | Club Atlético Lanús – Deportivo Mandiyú 1:0 Rodolfo Ramón García                                                                   |
| 1 października 1994 | Talleres Córdoba – CA Huracán 2:2 Silvio René Carrario, Daniel Martín Kesman – Hugo Morales, Walter Luis Pelletti                  |
| 2 października 1994 | San Lorenzo de Almagro – Racing Club de Avellaneda 0:0                                                                             |
| 2 października 1994 | Ferro Carril Oeste – River Plate 0:1 Enzo Francescoli                                                                              |
| 2 października 1994 | Boca Juniors – CA Platense 2:2 Luis Alberto Carranza, Sergio Daniel Martínez – Arsenio Benítez, Daniel Óscar Cravero               |
| 2 października 1994 | Argentinos Juniors – Gimnasia y Esgrima Jujuy 1:0 Carlos Luis Torres mecz rozegrany został na stadionie klubu Atlanta Buenos Aires |
| 2 października 1994 | Rosario Central – Newell’s Old Boys 0:0                                                                                            |
| 2 października 1994 | Vélez Sarsfield – Deportivo Español 1:0 José Luis Chilavert (k)                                                                    |

### Apertura 6
| Data                 | Mecz |
| -------------------- | --- |
| 7 października 1994  | Racing Club de Avellaneda – Talleres Córdoba 1:0 Jorge Horacio Borelli (k) |
| 8 października 1994  | Belgrano Córdoba – San Lorenzo de Almagro 1:1 Ricardo Nicolás Rentera – Claudio Darío Biaggio                                                                                          |
| 9 października 1994  | CA Platense – Vélez Sarsfield 0:0 |
| 9 października 1994  | Deportivo Mandiyú – Rosario Central 1:2 Rubén Alejandro Bernuncio – Omar Arnaldo Palma, Pablo Andrés Sánchez mecz rozegrany został na stadionie klubu Huracán Corrientes               |
| 9 października 1994  | River Plate – Independiente 2:1 Walter Gustavo Silvani, José Luis Villarreal – Hugo Pérez                                                                                              |
| 9 października 1994  | CA Huracán – Boca Juniors 3:1 Víctor Hugo Delgado, Pedro D. Barrios Delgado (k), Walter Luis Pelletti – Roberto Acuña                                                                  |
| 9 października 1994  | Deportivo Español – Club Atlético Lanús 0:1 Martín Raúl Vilallonga |
| 9 października 1994  | Newell’s Old Boys – Gimnasia y Esgrima La Plata 4:2 Marcelo Escudero, Iván César Gabrich, Leonardo Ángel Biagini, Hugo Héctor Smaldone – Pablo Javier Morant, Sergio Daniel Dopazo (k) |
| 9 października 1994  | Gimnasia y Esgrima Jujuy – Ferro Carril Oeste 3:2 Óscar Román Acosta, Rolando F. González, Mario Humberto Lobo – César Fernando Silvera Fontela, Víctor Manuel López                   |
| 10 października 1994 | CA Banfield – Argentinos Juniors 0:1 Juan Ramón Comas |

### Apertura 7
| Data                 | Mecz |
| -------------------- | --- |
| 14 października 1994 | Vélez Sarsfield – CA Huracán 4:1 Omar Asad, Héctor Almandoz, José Óscar Flores (2) – Flavio Gabriel Zandoná s                                           |
| 15 października 1994 | Belgrano Córdoba – Racing Club de Avellaneda 1:1 Luis Fabián Artime – José Luis Rodríguez                                                               |
| 16 października 1994 | Independiente – Gimnasia y Esgrima Jujuy 4:0 Claudio David Arzeno (k), Ricardo Alberto Gareca (2), Walter Adrián Parodi                                 |
| 16 października 1994 | Argentinos Juniors – Newell’s Old Boys 0:0 mecz rozegrany został na stadionie klubu Atlanta Buenos Aires                                                |
| 16 października 1994 | Rosario Central – Deportivo Español 0:1 Roberto Luis Oste                                                                                               |
| 16 października 1994 | San Lorenzo de Almagro – River Plate 3:3 Claudio Darío Biaggio, Eduardo Bennett, Carlos Javier Netto (k) – Enzo Francescoli, Walter Gustavo Silvani (2) |
| 16 października 1994 | Ferro Carril Oeste – CA Banfield 1:4 Humberto Fabián Biazotti (k) – Alex Sandro Rossi (2), Juan José Rossi, Patricio Alejandro Camps                    |
| 16 października 1994 | Gimnasia y Esgrima La Plata – Deportivo Mandiyú 1:1 Gustavo Barros Schelotto – Héctor Rodríguez Peña                                                    |
| 16 października 1994 | Boca Juniors – Talleres Córdoba 3:2 Emiliano Manuel Romay (2), Fabián Gustavo Carrizo – Daniel E. Mozas, Silvio René Carrario                           |
| 17 października 1994 | Club Atlético Lanús – CA Platense 0:1 Marcelo Espina |

### Apertura 8
| Data                 | Mecz |
| -------------------- | --- |
| 21 października 1994 | River Plate – Belgrano Córdoba 1:1 Hernán Edgardo Díaz – Luis Fabián Artime |
| 22 października 1994 | Talleres Córdoba – Vélez Sarsfield 0:3 Roberto Fabián Pompei (k), Fabián Óscar Fernández (2) |
| 23 października 1994 | Racing Club de Avellaneda – Boca Juniors 0:0 |
| 23 października 1994 | CA Huracán – Club Atlético Lanús 0:1 Gabriel Schürrer |
| 23 października 1994 | Deportivo Español – Gimnasia y Esgrima La Plata 2:0 Alfredo Óscar Graciani (2) |
| 23 października 1994 | Newell’s Old Boys – Ferro Carril Oeste 2:1 Marcelo Escudero (2) – Mario Gabriel Pobersnik |
| 23 października 1994 | Gimnasia y Esgrima Jujuy – San Lorenzo de Almagro 0:1 Claudio Darío Biaggio |
| 23 października 1994 | Deportivo Mandiyú – Argentinos Juniors 3:3 Rubén Alejandro Bernuncio, Sergio Óscar Espíndola, Wilson Núñez De la Rosa – Christian Juan Dollberg, Juan Pablo Sorín, Mario Roberto Obregón mecz rozegrany został na stadionie klubu Huracán Corrientes |
| 23 października 1994 | CA Banfield – Independiente 3:0 Juan José Ferrer (2), Javier Zanetti |
| 24 października 1994 | CA Platense – Rosario Central 2:0 Arsenio Benítez (2) |

### Apertura 9
| Data                 | Mecz |
| -------------------- | --- |
| 28 października 1994 | San Lorenzo de Almagro – CA Banfield 1:0 Oscar Ruggeri |
| 29 października 1994 | River Plate – Racing Club de Avellaneda 1:0 Enzo Francescoli (k) |
| 29 października 1994 | Ferro Carril Oeste – Deportivo Mandiyú 0:0 |
| 29 października 1994 | Gimnasia y Esgrima La Plata – CA Platense 2:0 Carlos Federico Lagorio, Gustavo Enrique Dueña                                                                          |
| 29 października 1994 | Club Atlético Lanús – Talleres Córdoba 1:1 Ariel Maximiliano López – Juan Carlos Ruiz Díaz                                                                            |
| 29 października 1994 | Belgrano Córdoba – Gimnasia y Esgrima Jujuy 1:0 Javier Alejandro Arbarello                                                                                            |
| 29 października 1994 | Independiente – Newell’s Old Boys 1:1 Jorge Manuel Gordillo – Fabián Alberto Garfagnoli                                                                               |
| 29 października 1994 | Argentinos Juniors – Deportivo Español 2:1 Juan Ramón Comas, Carlos Luis Torres – Marcelo Omar Caviglia mecz rozegrany został na stadionie klubu Atlanta Buenos Aires |
| 29 października 1994 | Rosario Central – CA Huracán 0:0 |
| 29 października 1994 | Vélez Sarsfield – Boca Juniors 1:1 Omar Asad – Alberto José Márcico                                                                                                   |

### Apertura 10
| Data              | Mecz |
| ----------------- | --- |
| 1 listopada 1994  | Racing Club de Avellaneda – Vélez Sarsfield 1:0 Claudio Omar García |
| 1 listopada 1994  | CA Platense – Argentinos Juniors 0:1 Christian Juan Dollberg |
| 1 listopada 1994  | CA Banfield – Belgrano Córdoba 1:2 Francisco Flaminio Ferreira – Luis Fabián Artime, Marcelo Alfredo Benítez                                                                  |
| 1 listopada 1994  | Deportivo Español – Ferro Carril Oeste 0:2 Facundo Sava, Carlos Alejandro Duré                                                                                                |
| 1 listopada 1994  | Gimnasia y Esgrima Jujuy – River Plate 1:2 Rolando F. González – Enzo Francescoli, Sergio Berti                                                                               |
| 2 listopada 1994  | Talleres Córdoba – Rosario Central 1:0 Daniel Martín Kesman (k) |
| 15 listopada 1994 | Deportivo Mandiyú – Independiente 1:2 Wilson Núñez De la Rosa – Ángel Alejandro Morales, Claudio David Arzeno (k) mecz rozegrany został na stadionie klubu Huracán Corrientes |
| 13 grudnia 1994   | CA Huracán – Gimnasia y Esgrima La Plata 1:1 Leonardo A. Fráncica – Pablo Javier Morant mecz rozegrany został na stadionie klubu Ferro Carril Oeste                           |
| 15 grudnia 1994   | Boca Juniors – Club Atlético Lanús 5:0 Alejandro Mancuso, Sergio Daniel Martínez, Luis Alberto Carranza, Fabián Gustavo Carrizo, Roberto Acuña (k)                            |
| 15 grudnia 1994   | Newell’s Old Boys – San Lorenzo de Almagro 2:0 Iván César Gabrich, Fabián Alberto Garfagnoli                                                                                  |

### Apertura 11
| Data             | Mecz |
| ---------------- | --- |
| 4 listopada 1994 | San Lorenzo de Almagro – Deportivo Mandiyú 2:1 Roberto Monserrat, Eduardo Bennett – Wilson Núñez De la Rosa |
| 5 listopada 1994 | Gimnasia y Esgrima Jujuy – Racing Club de Avellaneda 0:1 Claudio Omar García |
| 6 listopada 1994 | Belgrano Córdoba – Newell’s Old Boys 0:2 Iván César Gabrich, Marcelo Escudero |
| 6 listopada 1994 | Independiente – Deportivo Español 0:0 |
| 6 listopada 1994 | Argentinos Juniors – CA Huracán 4:1 Juan Ramón Comas, Sergio Daniel López, Leonel Fernando Gancedo, Luis Alberto Ramos (k) – Pedro D. Barrios Delgado (k) mecz rozegrany został na stadionie klubu Atlanta Buenos Aires |
| 6 listopada 1994 | Rosario Central – Boca Juniors 2:1 Pablo Andrés Sánchez, Sergio Alberto Fernández – Silvio Gabriel Rudman (k) |
| 6 listopada 1994 | River Plate – CA Banfield 0:0 |
| 6 listopada 1994 | Ferro Carril Oeste – CA Platense 0:4 Marcelo Espina (2, 1k), Mariano Dalla Líbera (2) |
| 6 listopada 1994 | Gimnasia y Esgrima La Plata – Talleres Córdoba 1:1 Guillermo Barros Schelotto – Silvio René Carrario |
| 6 listopada 1994 | Club Atlético Lanús – Vélez Sarsfield 0:0 |

### Apertura 12
| Data              | Mecz |
| ----------------- | --- |
| 11 listopada 1994 | Vélez Sarsfield – Rosario Central 1:3 Roberto Luis Trotta – Pablo Andrés Sánchez, Gonzalo Belloso, Horacio Carbonari (k)                                                                                 |
| 12 listopada 1994 | Newell’s Old Boys – River Plate 0:1 Sergio Berti |
| 13 listopada 1994 | Boca Juniors – Gimnasia y Esgrima La Plata 3:0 Alberto José Márcico (k), Sergio Daniel Martínez (2) |
| 13 listopada 1994 | CA Huracán – Ferro Carril Oeste 1:0 Rodolfo Gustavo Flores |
| 13 listopada 1994 | Deportivo Español – San Lorenzo de Almagro 1:3 Juan Gustavo Spallina – Daniel Alberto Ergo s, Roberto Monserrat, Esteban Fernando González                                                               |
| 13 listopada 1994 | Talleres Córdoba – Argentinos Juniors 1:2 Silvio René Carrario – Luis Alberto Ramos, Cristián Gastón Zermattén                                                                                           |
| 13 listopada 1994 | CA Platense – Independiente 3:2 Eduardo Germán Coudet, Marcelo Espina (2, 1k) – Albeiro Usuriaga, Arsenio Benítez s                                                                                      |
| 13 listopada 1994 | Deportivo Mandiyú – Belgrano Córdoba 0:4 Cristián Gabriel Medrano s, Marcelo Alfredo Benítez, Norberto Antonio Fernández, Juan José Cardinal mecz rozegrany został na stadionie klubu Huracán Corrientes |
| 13 listopada 1994 | CA Banfield – Gimnasia y Esgrima Jujuy 0:0 |
| 14 listopada 1994 | Racing Club de Avellaneda – Club Atlético Lanús 1:3 Juan Ramón Fleita – Rodolfo Ramón García (2), Martín Raúl Vilallonga                                                                                 |

### Apertura 13
| Data              | Mecz |
| ----------------- | --- |
| 18 listopada 1994 | CA Banfield – Racing Club de Avellaneda 1:0 Néstor Lorenzo |
| 19 listopada 1994 | Rosario Central – Club Atlético Lanús 1:2 Horacio Carbonari (k) – Gerardo Martino, Martín Raúl Vilallonga                                                      |
| 20 listopada 1994 | River Plate – Deportivo Mandiyú 2:2 Enzo Francescoli (k), Marcelo Gallardo – Roberto Ulrico Müller, Guido Virgilio Alvarenga                                   |
| 20 listopada 1994 | San Lorenzo de Almagro – CA Platense 2:2 Eduardo Bennett, Carlos Javier Netto (k) – Pablo Carlos Erbín, Óscar Alcides Mena                                     |
| 20 listopada 1994 | Gimnasia y Esgrima La Plata – Vélez Sarsfield 3:1 Carlos Federico Lagorio (2), Favio Damián Fernández – Mauricio Pellegrino                                    |
| 20 listopada 1994 | Gimnasia y Esgrima Jujuy – Newell’s Old Boys 0:0 |
| 20 listopada 1994 | Belgrano Córdoba – Deportivo Español 3:2 Nelson Osvaldo Rosané, Luis Fabián Artime, Daniel Gustavo Mercado – Marcelo Alejandro Flores s, José Antonio Barrella |
| 20 listopada 1994 | Independiente – CA Huracán 2:1 Diego Cagna, Albeiro Usuriaga – Pedro D. Barrios Delgado (k)                                                                    |
| 20 listopada 1994 | Argentinos Juniors – Boca Juniors 0:0 mecz rozegrany został na stadionie klubu Ferro Carril Oeste                                                              |
| 21 listopada 1994 | Ferro Carril Oeste – Talleres Córdoba 3:0 Carlos Alejandro Duré (2), Mario Gabriel Pobersnik                                                                   |

### Apertura 14
| Data              | Mecz |
| ----------------- | --- |
| 24 listopada 1994 | Vélez Sarsfield – Argentinos Juniors 0:0 |
| 25 listopada 1994 | Boca Juniors – Ferro Carril Oeste 1:1 Sergio Daniel Martínez – Mario Gabriel Pobersnik |
| 25 listopada 1994 | Newell’s Old Boys – CA Banfield 1:1 Iván César Gabrich – Juan Raúl Arce |
| 26 listopada 1994 | Racing Club de Avellaneda – Rosario Central 2:5 Gustavo Adolfo Costas, Claudio Omar García – Roberto Antonio Molina, Federico Guillermo Lussenhoff, Sergio Alberto Fernández, Omar Arnaldo Palma (k), Pablo Andrés Sánchez |
| 26 listopada 1994 | Talleres Córdoba – Independiente 1:2 Ariel Eduardo Boldrini – Sebastián Rambert, Ángel Alejandro Morales |
| 26 listopada 1994 | CA Platense – Belgrano Córdoba 1:1 Pablo Carlos Erbín – Marcelo Arnaldo Santoni |
| 26 listopada 1994 | Deportivo Mandiyú – Gimnasia y Esgrima Jujuy 3:0 José Luis Díaz, Wilson Núñez De la Rosa, Guido Virgilio Alvarenga mecz rozegrany został na stadionie klubu Huracán Corrientes                                             |
| 26 listopada 1994 | Club Atlético Lanús – Gimnasia y Esgrima La Plata 0:0 |
| 26 listopada 1994 | CA Huracán – San Lorenzo de Almagro 1:2 Rodolfo Gustavo Flores – Roberto Monserrat, Fernando Edgar Galetto |
| 26 listopada 1994 | Deportivo Español – River Plate 1:3 Hugo Norberto Castillo – Enzo Francescoli (2, 1k), Marcelo Gallardo mecz rozegrany został na stadionie klubu Ferro Carril Oeste                                                        |

### Apertura 15
| Data              | Mecz |
| ----------------- | --- |
| 17 listopada 1994 | Ferro Carril Oeste – Vélez Sarsfield 1:6 César Fernando Silvera Fontela – Omar Asad, José Luis Sánchez Moretti, Flavio Gabriel Zandoná, Fernando Daniel Pandolfi, Marcelo Hugo Herrera, Fabián Óscar Fernández |
| 29 listopada 1994 | Newell’s Old Boys – Racing Club de Avellaneda 1:1 Iván César Gabrich – José Luis Rodríguez |
| 29 listopada 1994 | Gimnasia y Esgrima Jujuy – Deportivo Español 2:1 Adrián Alberto Gorostidi (2) – Alfredo Óscar Graciani |
| 29 listopada 1994 | Belgrano Córdoba – CA Huracán 1:1 Marcelo Alejandro Flores – Sergio Luis Arias |
| 29 listopada 1994 | Independiente – Boca Juniors 1:4 Walter Adrián Parodi – Rubén Fernando Da Silva (2), Sergio Daniel Martínez, Alberto José Márcico                                                                              |
| 29 listopada 1994 | Argentinos Juniors – Club Atlético Lanús 0:0 mecz rozegrany został na stadionie klubu Atlanta Buenos Aires |
| 29 listopada 1994 | CA Banfield – Deportivo Mandiyú 1:1 Javier Zanetti – Jorge Daniel Martínez |
| 29 listopada 1994 | River Plate – CA Platense 2:0 Enzo Francescoli, Ariel Ortega |
| 29 listopada 1994 | San Lorenzo de Almagro – Talleres Córdoba 2:1 Silas (2, 1k) – Víctor Hugo Ferreyra |
| 29 listopada 1994 | Gimnasia y Esgrima La Plata – Rosario Central 0:0 |

### Apertura 16
| Data            | Mecz |
| --------------- | --- |
| 2 grudnia 1994  | Racing Club de Avellaneda – Gimnasia y Esgrima La Plata 1:1 Roberto Carlos Galarza – Daniel Lucio Alonso                                                                  |
| 3 grudnia 1994  | Club Atlético Lanús – Ferro Carril Oeste 3:2 Fernando Clemente Di Carlo, Martín Raúl Vilallonga, Rodolfo Ramón García – Mario Gabriel Pobersnik, Humberto Fabián Biazotti |
| 3 grudnia 1994  | Boca Juniors – San Lorenzo de Almagro 1:3 Sergio Daniel Martínez – Carlos Javier Netto, Eduardo Bennett (2)                                                               |
| 3 grudnia 1994  | CA Huracán – River Plate 0:2 Ariel Ortega, Gabriel Omar Amato |
| 3 grudnia 1994  | Deportivo Español – CA Banfield 1:1 Javier Esteban Sanguinetti s – Alex Sandro Rossi (k)                                                                                  |
| 3 grudnia 1994  | Rosario Central – Argentinos Juniors 1:4 Darío Óscar Scotto – Christian Juan Dollberg, Juan Ramón Comas, Leonel Fernando Gancedo, Sergio Daniel López                     |
| 3 grudnia 1994  | Talleres Córdoba – Belgrano Córdoba 0:1 Luis Fabián Artime |
| 3 grudnia 1994  | CA Platense – Gimnasia y Esgrima Jujuy 0:1 Carlos Ramón Rosas (k) |
| 3 grudnia 1994  | Deportivo Mandiyú – Newell’s Old Boys 0:2 Alfredo Mendoza, Hugo Héctor Smaldone mecz rozegrany został na stadionie klubu Huracán Corrientes                               |
| 15 grudnia 1994 | Vélez Sarsfield – Independiente 1:0 Omar Asad |

### Apertura 17
| Data           | Mecz |
| -------------- | --- |
| 6 grudnia 1994 | Deportivo Mandiyú – Racing Club de Avellaneda 0:0 mecz rozegrany został na stadionie klubu Huracán Corrientes                                                          |
| 6 grudnia 1994 | River Plate – Talleres Córdoba 2:1 Enzo Francescoli (2, 1k) – Adrián Javier Fornero                                                                                    |
| 6 grudnia 1994 | San Lorenzo de Almagro – Vélez Sarsfield 3:1 Claudio Darío Biaggio (2), Carlos Javier Netto – Omar Asad                                                                |
| 6 grudnia 1994 | Ferro Carril Oeste – Rosario Central 1:1 Miguel Ángel Vargas – Omar Arnaldo Palma (k)                                                                                  |
| 6 grudnia 1994 | Newell’s Old Boys – Deportivo Español 0:1 Marcelo Fabián Morales |
| 6 grudnia 1994 | Gimnasia y Esgrima Jujuy – CA Huracán 1:0 Marcelo Andrés Trimarchi |
| 6 grudnia 1994 | Belgrano Córdoba – Boca Juniors 3:0 Marcelo Alejandro Flores, Javier Alejandro Arbarello, Norberto Antonio Fernández                                                   |
| 6 grudnia 1994 | Argentinos Juniors – Gimnasia y Esgrima La Plata 0:2 Carlos Federico Lagorio, Guillermo Barros Schelotto mecz rozegrany został na stadionie klubu Atlanta Buenos Aires |
| 7 grudnia 1994 | CA Banfield – CA Platense 2:0 Francisco Flaminio Ferreira, Jorge Jiménez                                                                                               |
| 7 grudnia 1994 | Independiente – Club Atlético Lanús 3:3 Pablo Rotchen, Walter Adrián Parodi, Sebastián Rambert (k) – Gerardo Martino, Rodolfo Ramón García, Gabriel Schürrer (k)       |

### Apertura 18
| Data            | Mecz |
| --------------- | --- |
| 9 grudnia 1994  | Racing Club de Avellaneda – Argentinos Juniors 2:1 Marcelo Saralegui, Claudio López – Carlos Luis Torres                                           |
| 10 grudnia 1994 | Rosario Central – Independiente 1:1 Darío Óscar Scotto – Diego Cagna                                                                               |
| 11 grudnia 1994 | Vélez Sarsfield – Belgrano Córdoba 1:1 José Óscar Flores – Javier Alejandro Arbarello                                                              |
| 11 grudnia 1994 | Talleres Córdoba – Gimnasia y Esgrima Jujuy 0:0 |
| 11 grudnia 1994 | CA Platense – Newell’s Old Boys 1:1 Arsenio Benítez – Iván César Gabrich                                                                           |
| 11 grudnia 1994 | Gimnasia y Esgrima La Plata – Ferro Carril Oeste 0:0                                                                                               |
| 11 grudnia 1994 | Club Atlético Lanús – San Lorenzo de Almagro 2:2 Fernando Clemente Di Carlo, Rodolfo Ramón García – Claudio Darío Biaggio, Roberto Monserrat       |
| 11 grudnia 1994 | Boca Juniors – River Plate 0:3 Enzo Francescoli (k), Ariel Ortega, Marcelo Gallardo (k)                                                            |
| 11 grudnia 1994 | CA Huracán – CA Banfield 3:1 Rodolfo Gustavo Flores, Héctor Pineda, Roger Gabriel Morales – Julio Ricardo Cruz                                     |
| 12 grudnia 1994 | Deportivo Español – Deportivo Mandiyú 1:1 Alfredo Óscar Graciani – Pablo Luis Pozzutto mecz rozegrany został na stadionie klubu Ferro Carril Oeste |

### Apertura 19
| Data            | Mecz |
| --------------- | --- |
| 16 grudnia 1994 | Deportivo Español – Racing Club de Avellaneda 1:1 Roberto Luis Oste – Juan Ramón Fleita mecz rozegrany został na stadionie klubu Ferro Carril Oeste |
| 17 grudnia 1994 | Gimnasia y Esgrima Jujuy – Boca Juniors 3:2 Mario Humberto Lobo, Marcelo Andrés Trimarchi (2) – Sergio Daniel Martínez, Alberto José Márcico |
| 17 grudnia 1994 | Deportivo Mandiyú – CA Platense 0:2 Alejandro Martín Kenig, Jorge Osmar Acuña mecz rozegrany został na stadionie klubu Huracán Corrientes |
| 18 grudnia 1994 | Newell’s Old Boys – CA Huracán 1:0 Iván César Gabrich |
| 18 grudnia 1994 | Belgrano Córdoba – Club Atlético Lanús 3:0 Luis Fabián Artime, Marcelo Alfredo Benítez, Norberto Antonio Fernández |
| 18 grudnia 1994 | Independiente – Gimnasia y Esgrima La Plata 1:3 Pablo Javier Morant s – Gustavo Enrique Dueña (2), Guillermo Barros Schelotto |
| 18 grudnia 1994 | CA Banfield – Talleres Córdoba 1:0 Fabio Javier Radaelli |
| 18 grudnia 1994 | River Plate – CA Vélez Sarsfield 1:1 (1:1) Widzowie: 48 363 Sędzia: Francisco Lamolina Bramki: 0:1 José Luis Sánchez Moretti 17, 1:1 Gabriel Omar Amato 26 Club Atlético River Plate: Germán Burgos (Javier Osvaldo Sodero) – Ricardo Altamirano, Celso Ayala, Ernesto Corti, Guillermo Daniel Rivarola (Gabriel Cedrés) – Hernán Díaz, Leonardo Astrada, Sergio Berti, Marcelo Gallardo – Ariel Ortega (Gabriel Omar Amato), Enzo Francescoli. Trener: Américo Gallego. Club Atlético Vélez Sarsfield: Sandro Daniel Guzmán – Cristián Damián Acevedo, Héctor Gabriel Banegas, Mauricio Pellegrino, Federico Hernán Domínguez – Walter Fabián Verón, Marcelo Hugo Herrera, Guillermo Carlos Morigi, Claudio Husaín – José Luis Sánchez Moretti (Juan Miguel González), Fabián Óscar Fernández (Carlos Daniel Cordone). Trener: Carlos Bianchi. |
| 18 grudnia 1994 | San Lorenzo de Almagro – Rosario Central 2:3 Silas (2) – Darío Óscar Scotto, Cristián Daniel Colusso (2) |
| 19 grudnia 1994 | Ferro Carril Oeste – Argentinos Juniors 3:2 Carlos Alejandro Duré, Cristián Raúl Chaparro, Víctor G. Molina – Leonel Fernando Gancedo (k), Sergio Daniel López |

### Tabela końcowa Apertura 1994/1995
| Poz | Klub                        | Mecze | Zw | Rem | Por | Pkt | BrZd | BrStr |
| --- | --------------------------- | ----- | -- | --- | --- | --- | ---- | ----- |
| 1   | River Plate                 | 19    | 12 | 7   | 0   | 31  | 31   | 14    |
| 2   | San Lorenzo de Almagro      | 19    | 9  | 8   | 2   | 26  | 30   | 21    |
| 3   | CA Vélez Sarsfield          | 19    | 9  | 6   | 4   | 24  | 28   | 16    |
| 4   | Newell’s Old Boys           | 19    | 7  | 9   | 3   | 23  | 22   | 14    |
| 5   | Argentinos Juniors          | 19    | 8  | 6   | 5   | 22  | 24   | 19    |
| 6   | Belgrano Córdoba            | 19    | 7  | 7   | 5   | 21  | 25   | 18    |
| 7   | Club Atlético Lanús         | 19    | 7  | 7   | 5   | 21  | 20   | 24    |
| 8   | CA Banfield                 | 19    | 7  | 6   | 6   | 20  | 20   | 15    |
| 9   | Rosario Central             | 19    | 7  | 6   | 6   | 20  | 22   | 20    |
| 10  | Gimnasia y Esgrima La Plata | 19    | 5  | 10  | 4   | 20  | 20   | 19    |
| 11  | Independiente               | 19    | 7  | 5   | 7   | 19  | 29   | 28    |
| 12  | Racing Club de Avellaneda   | 19    | 6  | 7   | 6   | 19  | 15   | 18    |
| 13  | Boca Juniors                | 19    | 5  | 7   | 7   | 17  | 29   | 28    |
| 14  | CA Huracán                  | 19    | 6  | 4   | 9   | 16  | 22   | 25    |
| 15  | CA Platense                 | 19    | 5  | 6   | 8   | 16  | 19   | 24    |
| 16  | Ferro Carril Oeste          | 19    | 5  | 6   | 8   | 16  | 21   | 30    |
| 17  | Gimnasia y Esgrima Jujuy    | 19    | 6  | 3   | 10  | 15  | 13   | 24    |
| 18  | Deportivo Español           | 19    | 3  | 6   | 10  | 12  | 16   | 26    |
| 19  | Deportivo Mandiyú           | 19    | 1  | 9   | 9   | 11  | 19   | 31    |
| 20  | Talleres Córdoba            | 19    | 2  | 7   | 10  | 9*  | 18   | 29    |

- Talleres Córdoba – 2 punkty odjęte

### Klasyfikacja strzelców bramek
| Gole | Piłkarz                | Klub               |
| ---- | ---------------------- | ------------------ |
| 12   | Enzo Francescoli       | River Plate        |
| 8    | Sergio Daniel Martínez | Boca Juniors       |
| 7    | Luis Fabián Artime     | Belgrano Córdoba   |
| 7    | Omar Asad              | CA Vélez Sarsfield |
| 7    | Iván César Gabrich     | Newell’s Old Boys  |

## Torneo Clausura 1994/1995

### Clausura 1
| Data           | Mecz |
| -------------- | --- |
| 24 lutego 1995 | CA Banfield – Boca Juniors 0:2 Sergio Daniel Martínez (2)                                                              |
| 25 lutego 1995 | Deportivo Mandiyú – CA Huracán 0:0 mecz rozegrany został na stadionie klubu Huracán Corrientes                         |
| 26 lutego 1995 | Ferro Carril Oeste – Racing Club de Avellaneda 1:0 Marcos Guillermo Samso                                              |
| 26 lutego 1995 | San Lorenzo de Almagro – Gimnasia y Esgrima La Plata 1:1 Claudio Alejandro Rivadero – Pablo Javier Morant (k)          |
| 26 lutego 1995 | River Plate – Club Atlético Lanús 2:3 Sergio Berti, Gabriel Omar Amato – Ariel Maximiliano López, Gabriel Schürrer (2) |
| 26 lutego 1995 | Independiente – Argentinos Juniors 3:0 Claudio David Arzeno, Daniel Alejandro Vidal (2)                                |
| 26 lutego 1995 | Gimnasia y Esgrima Jujuy – Vélez Sarsfield 0:2 José Basualdo, Omar Asad                                                |
| 26 lutego 1995 | Newell’s Old Boys – Talleres Córdoba 1:1 Diego Cristián Castagno Suárez – Silvio René Carrario                         |
| 27 lutego 1995 | Deportivo Español – CA Platense 0:1 Adrián Norberto Coria mecz rozegrany został na stadionie klubu Ferro Carril Oeste  |
| 15 marca 1995  | Belgrano Córdoba – Rosario Central 1:3 Luis Fabián Artime – Kily González (3)                                          |

### Clausura 2
| Data         | Mecz |
| ------------ | --- |
| 3 marca 1995 | Argentinos Juniors – San Lorenzo de Almagro 2:0 Sergio Daniel López, Damián Gonzalo Facciutto mecz rozegrany został na stadionie klubu Ferro Carril Oeste |
| 4 marca 1995 | Rosario Central – River Plate 3:0 Darío Óscar Scotto, Roberto Antonio Molina, Gonzalo Belloso                                                             |
| 5 marca 1995 | Racing Club de Avellaneda – CA Platense 1:0 Claudio López                                                                                                 |
| 5 marca 1995 | Talleres Córdoba – Deportivo Mandiyú 1:0 Omar Alberto Gauna                                                                                               |
| 5 marca 1995 | Vélez Sarsfield – CA Banfield 2:0 Marcelo Adrián Gómez, José Óscar Flores                                                                                 |
| 5 marca 1995 | CA Huracán – Deportivo Español 1:1 Pedro D. Barrios Delgado – Hugo Norberto Castillo                                                                      |
| 5 marca 1995 | Boca Juniors – Newell’s Old Boys 2:0 Alphonse Tchami (2)                                                                                                  |
| 5 marca 1995 | Gimnasia y Esgrima La Plata – Belgrano Córdoba 4:0 José María Bianco, Carlos Federico Lagorio, Guillermo Sanguinetti, Mario Osvaldo Saccone               |
| 5 marca 1995 | Ferro Carril Oeste – Independiente 0:2 Albeiro Usuriaga (2)                                                                                               |
| 6 marca 1995 | Club Atlético Lanús – Gimnasia y Esgrima Jujuy 3:0 Fernando Clemente Di Carlo, Rodolfo Ramón García, Ariel Maximiliano López                              |

### Clausura 3
| Data          | Mecz |
| ------------- | --- |
| 10 marca 1995 | San Lorenzo de Almagro – Ferro Carril Oeste 2:0 Claudio Alejandro Rivadero, Silas                                                                 |
| 11 marca 1995 | Deportivo Mandiyú – Boca Juniors 0:0 |
| 12 marca 1995 | Independiente – Racing Club de Avellaneda 0:0 |
| 12 marca 1995 | Belgrano Córdoba – Argentinos Juniors 1:0 Norberto Antonio Fernández                                                                              |
| 12 marca 1995 | Gimnasia y Esgrima Jujuy – Rosario Central 1:1 Marcelo Andrés Trimarchi – Pablo Andrés Sánchez                                                    |
| 12 marca 1995 | Newell’s Old Boys – Vélez Sarsfield 0:3 José Óscar Flores (2), Marcelo Hugo Herrera                                                               |
| 12 marca 1995 | River Plate – Gimnasia y Esgrima La Plata 1:1 Sergio Berti – Carlos Federico Lagorio                                                              |
| 12 marca 1995 | CA Banfield – Club Atlético Lanús 1:0 Julio Ricardo Cruz                                                                                          |
| 12 marca 1995 | CA Platense – CA Huracán 0:0 |
| 13 marca 1995 | Deportivo Español – Talleres Córdoba 2:0 Sergio Raúl Castillo, Raúl Alejandro Peralta mecz rozegrany został na stadionie klubu Ferro Carril Oeste |

### Clausura 4
| Data          | Mecz |
| ------------- | --- |
| 17 marca 1995 | Argentinos Juniors – River Plate 2:4 Enrique Ernesto Corti s, Jorge Roberto Quinteros – Gabriel Omar Amato, Enzo Francescoli, Sergio Berti (2) mecz rozegrany został na stadionie klubu Ferro Carril Oeste |
| 18 marca 1995 | Talleres Córdoba – CA Platense 0:0 |
| 19 marca 1995 | CA Huracán – Racing Club de Avellaneda 2:2 Pedro D. Barrios Delgado (k), Héctor Pineda – Fernando Héctor Quiroz, José Fabián Albornoz                                                                      |
| 19 marca 1995 | Boca Juniors – Deportivo Español 4:1 Sergio Daniel Martínez (3), Alphonse Tchami – Hugo Norberto Castillo                                                                                                  |
| 19 marca 1995 | Club Atlético Lanús – Newell’s Old Boys 3:1 Christian Juan Dollberg, Gabriel Schürrer (2, 1k) – Diego Héctor Garay                                                                                         |
| 19 marca 1995 | Gimnasia y Esgrima La Plata – Gimnasia y Esgrima Jujuy 1:1 Daniel Lucio Alonso – Carlos Claudio Cenci |
| 19 marca 1995 | Vélez Sarsfield – Deportivo Mandiyú 1:0 José Óscar Flores |
| 19 marca 1995 | Rosario Central – CA Banfield 1:0 Darío Óscar Scotto |
| 19 marca 1995 | Independiente – San Lorenzo de Almagro 0:1 Claudio Darío Biaggio |
| 20 marca 1995 | Ferro Carril Oeste – Belgrano Córdoba 1:0 Claudio M. Vidal |

### Clausura 5
| Data          | Mecz |
| ------------- | --- |
| 24 marca 1995 | CA Platense – Boca Juniors 2:2 Mariano Dalla Líbera (k), Daniel Óscar Cravero – Sergio Daniel Martínez, Walter Reinaldo Pico mecz rozegrany został na stadionie klubu Vélez Sarsfield |
| 25 marca 1995 | Belgrano Córdoba – Independiente 0:2 Javier Gustavo Mazzoni, Francisco Gabriel Guerrero                                                                                               |
| 26 marca 1995 | Racing Club de Avellaneda – San Lorenzo de Almagro 1:2 José Fabián Albornoz – Claudio Darío Biaggio, Roberto Monserrat                                                                |
| 26 marca 1995 | River Plate – Ferro Carril Oeste 1:1 Sergio Berti – Cristián Raúl Chaparro |
| 26 marca 1995 | Deportivo Mandiyú – Club Atlético Lanús 1:2 Guido Virgilio Alvarenga (k) – Christian Juan Dollberg, Ariel Maximiliano López mecz rozegrano na stadionie klubu Huracán Corrientes      |
| 26 marca 1995 | Gimnasia y Esgrima Jujuy – Argentinos Juniors 1:1 Luis Marcelo Lobo – Damián Gonzalo Facciutto                                                                                        |
| 26 marca 1995 | Newell’s Old Boys – Rosario Central 1:1 Leonardo Ángel Biagini – Darío Óscar Scotto                                                                                                   |
| 26 marca 1995 | Deportivo Español – Vélez Sarsfield 2:0 Raúl Alejandro Peralta, Hugo Norberto Castillo mecz rozegrany został na stadionie klubu Ferro Carril Oeste                                    |
| 26 marca 1995 | CA Huracán – Talleres Córdoba 1:1 Rodolfo Gustavo Flores – Víctor Hugo Ferreyra |
| 27 marca 1995 | CA Banfield – Gimnasia y Esgrima La Plata 1:0 Juan José Rossi |

### Clausura 6
| Data            | Mecz |
| --------------- | --- |
| 31 marca 1995   | Boca Juniors – CA Huracán 2:1 Sergio Daniel Martínez, Fabián Gustavo Carrizo – Hugo Morales |
| 1 kwietnia 1995 | Talleres Córdoba – Racing Club de Avellaneda 2:2 Roberto Daniel Gasparini, Silvio René Carrario – Marcelo Saralegui, José Fabián Albornoz                                                                             |
| 2 kwietnia 1995 | Vélez Sarsfield – CA Platense 1:1 José Luis Sánchez Moretti – Arsenio Benítez |
| 2 kwietnia 1995 | Rosario Central – Deportivo Mandiyú 2:3 Darío Óscar Scotto, Pablo Andrés Sánchez – Guido Virgilio Alvarenga, Ramón Andrés Escobar, Pablo Luis Pozzuto                                                                 |
| 2 kwietnia 1995 | Argentinos Juniors – CA Banfield 1:4 Leonel Fernando Gancedo (k) – Patricio Alejandro Camps, Julio Ricardo Cruz, Javier Zanetti, Fabián Leonardo Alegre mecz rozegrany został na stadionie klubu Atlanta Buenos Aires |
| 2 kwietnia 1995 | Independiente – River Plate 1:4 Javier Gustavo Mazzoni – Ariel Ortega, Hernán Edgardo Díaz, Sergio Berti, José Luis Villarreal                                                                                        |
| 2 kwietnia 1995 | Gimnasia y Esgrima La Plata – Newell’s Old Boys 3:1 Carlos Federico Lagorio, Andrés Guglielminpietro (2) – Pablo Ariel Paz                                                                                            |
| 2 kwietnia 1995 | Ferro Carril Oeste – Gimnasia y Esgrima Jujuy 2:2 Néstor César Blanco Correa, Carlos Alejandro Duré – Marcelo Andrés Trimarchi, Juan Carlos Barrionuevo                                                               |
| 2 kwietnia 1995 | San Lorenzo de Almagro – Belgrano Córdoba 1:0 Esteban Fernando González |
| 3 kwietnia 1995 | Club Atlético Lanús – Deportivo Español 2:0 Gabriel Schürrer, Daniel Fernando Peinado |

### Clausura 7
| Data             | Mecz |
| ---------------- | --- |
| 7 kwietnia 1995  | Racing Club de Avellaneda – Belgrano Córdoba 1:1 José Fabián Albornoz (k) – Norberto Antonio Fernández                                              |
| 8 kwietnia 1995  | Talleres Córdoba – Boca Juniors 2:2 Roberto Daniel Gasparini (k), Juan Carlos Ruiz Díaz – Néstor Fabbri, Roberto Acuña                              |
| 9 kwietnia 1995  | Newell’s Old Boys – Argentinos Juniors 4:0 Julio César Baldivieso, Marcos Borges, Diego Héctor Garay, Iván César Gabrich                            |
| 9 kwietnia 1995  | River Plate – San Lorenzo de Almagro 3:2 Sergio Berti, Enzo Francescoli, Ariel Ortega – Carlos Javier Netto (k), Claudio Darío Biaggio              |
| 9 kwietnia 1995  | CA Banfield – Ferro Carril Oeste 1:1 Julio Ricardo Cruz – Mario Gabriel Pobersnik                                                                   |
| 9 kwietnia 1995  | Deportivo Mandiyú – Gimnasia y Esgrima La Plata 1:3 Marcelo Omar Caviglia – Carlos Federico Lagorio, Pablo Javier Morant, Gustavo Barros Schelotto  |
| 9 kwietnia 1995  | CA Platense – Club Atlético Lanús 0:1 Daniel Fernando Peinado                                                                                       |
| 10 kwietnia 1995 | Deportivo Español – Rosario Central 2:0 Hugo Norberto Castillo, Wilson Núñez De la Rosa mecz rozegrany został na stadionie klubu Ferro Carril Oeste |
| 18 kwietnia 1995 | CA Huracán – Vélez Sarsfield 0:2 Flavio Gabriel Zandoná, José Óscar Flores                                                                          |
| 24 maja 1995     | Gimnasia y Esgrima Jujuy – Independiente 2:0 Mario Humberto Lobo (2)                                                                                |

### Clausura 8
| Data             | Mecz |
| ---------------- | --- |
| 14 kwietnia 1995 | San Lorenzo de Almagro – Gimnasia y Esgrima Jujuy 2:1 Oscar Ruggeri, Esteban Fernando González – Marcelo Andrés Trimarchi                                                                    |
| 15 kwietnia 1995 | Belgrano Córdoba – River Plate 1:0 Sebastián Brusco |
| 16 kwietnia 1995 | Boca Juniors – Racing Club de Avellaneda 0:1 Roberto Carlos Galarza |
| 16 kwietnia 1995 | Club Atlético Lanús – CA Huracán 0:1 Víctor Hugo Delgado |
| 16 kwietnia 1995 | Gimnasia y Esgrima La Plata – Deportivo Español 1:0 Carlos Federico Lagorio |
| 16 kwietnia 1995 | Vélez Sarsfield – Talleres Córdoba 2:1 Christian Bassedas, Fabián Óscar Fernández – Juan Carlos Ruiz Díaz                                                                                    |
| 16 kwietnia 1995 | Rosario Central – CA Platense 0:0 |
| 16 kwietnia 1995 | Argentinos Juniors – Deportivo Mandiyú 2:2 Carlos Luis Torres, Leonel Fernando Gancedo – Ramón Andrés Escobar, Ángel Bernuncio mecz rozegrany został na stadionie klubu Atlanta Buenos Aires |
| 16 kwietnia 1995 | Independiente – CA Banfield 0:1 Julio Ricardo Cruz |
| 17 kwietnia 1995 | Ferro Carril Oeste – Newell’s Old Boys 2:1 Néstor César Blanco Correa, Humberto Fabián Biazotti – Julio César Baldivieso                                                                     |

### Clausura 9
| Data             | Mecz |
| ---------------- | --- |
| 21 kwietnia 1995 | CA Huracán – Rosario Central 2:5 Víctor Hugo Delgado, Héctor Pineda – Darío Óscar Scotto (2), Kily González (2), Roberto Antonio Molina                 |
| 22 kwietnia 1995 | Newell’s Old Boys – Independiente 0:0 |
| 23 kwietnia 1995 | Racing Club de Avellaneda – River Plate 1:3 Claudio López – Hernán Edgardo Díaz, Pablo Hernán Lavallén (2)                                              |
| 23 kwietnia 1995 | CA Banfield – San Lorenzo de Almagro 0:3 Roberto Monserrat, Silas, Esteban Fernando González                                                            |
| 23 kwietnia 1995 | Deportivo Mandiyú – Ferro Carril Oeste 0:0 |
| 23 kwietnia 1995 | CA Platense – Gimnasia y Esgrima La Plata 0:1 Favio Damián Fernández                                                                                    |
| 23 kwietnia 1995 | Talleres Córdoba – Club Atlético Lanús 3:1 Silvio René Carrario (2), Juan Carlos Ruiz Díaz – Fernando Clemente Di Carlo                                 |
| 23 kwietnia 1995 | Gimnasia y Esgrima Jujuy – Belgrano Córdoba 1:0 Mario Humberto Lobo                                                                                     |
| 23 kwietnia 1995 | Boca Juniors – Vélez Sarsfield 1:0 Sergio Daniel Martínez                                                                                               |
| 24 kwietnia 1995 | Deportivo Español – Argentinos Juniors 3:0 Nelson Omar Agoglia, Wilson Núñez De la Rosa (2) mecz rozegrany został na stadionie klubu Ferro Carril Oeste |

### Clausura 10
| Data             | Mecz |
| ---------------- | --- |
| 28 kwietnia 1995 | Club Atlético Lanús – Boca Juniors 1:1 César Daniel Loza – Alphonse Tchami mecz rozegrany został na stadionie klubu Independiente                                   |
| 29 kwietnia 1995 | Gimnasia y Esgrima La Plata – CA Huracán 2:1 Pablo Javier Morant, Daniel Lucio Alonso – Hugo Morales                                                                |
| 30 kwietnia 1995 | Vélez Sarsfield – Racing Club de Avellaneda 1:1 Roberto Luis Trotta (k) – Juan Ramón Fleita                                                                         |
| 30 kwietnia 1995 | Rosario Central – Talleres Córdoba 4:0 Cristián Daniel Colusso (3), Roberto Antonio Molina                                                                          |
| 30 kwietnia 1995 | Argentinos Juniors – CA Platense 1:1 Carlos Luis Torres – Arsenio Benítez mecz rozegrany został na stadionie klubu Atlanta Buenos Aires                             |
| 30 kwietnia 1995 | Independiente – Deportivo Mandiyú 2:3 Javier Gustavo Mazzoni, José Tiburcio Serrizuela – Guido Virgilio Alvarenga, Julio César Marinilli, Rubén Alejandro Bernuncio |
| 30 kwietnia 1995 | Belgrano Córdoba – CA Banfield 2:2 Sebastián Brusco, Luis Fabián Artime – Juan Raúl Arce, Sergio Nelson González (k)                                                |
| 30 kwietnia 1995 | Ferro Carril Oeste – Deportivo Español 0:2 Nelson Omar Agoglia, Hugo Norberto Castillo                                                                              |
| 30 kwietnia 1995 | San Lorenzo de Almagro – Newell’s Old Boys 3:0 Claudio Darío Biaggio (2), Silas                                                                                     |
| 30 kwietnia 1995 | River Plate – Gimnasia y Esgrima Jujuy 0:1 Mario Humberto Lobo |

### Clausura 11
| Data        | Mecz |
| ----------- | --- |
| 5 maja 1995 | Racing Club de Avellaneda – Gimnasia y Esgrima Jujuy 0:0 |
| 6 maja 1995 | Newell’s Old Boys – Belgrano Córdoba 3:0 Pablo Ariel Paz, Iván César Gabrich, Julio César Baldivieso                                                                            |
| 6 maja 1995 | Deportivo Español – Independiente 0:0 mecz rozegrany został na stadionie klubu Ferro Carril Oeste                                                                               |
| 6 maja 1995 | CA Huracán – Argentinos Juniors 2:2 Roberto Gaúcho, Pedro D. Barrios Delgado (k) – Carlos Luis Torres, Leonel Fernando Gancedo (k)                                              |
| 6 maja 1995 | Boca Juniors – Rosario Central 2:2 Rubén Fernando Da Silva, Walter Reinaldo Pico – Darío Óscar Scotto (2)                                                                       |
| 6 maja 1995 | CA Banfield – River Plate 1:1 Raúl Edmundo Wensel – Enzo Francescoli |
| 6 maja 1995 | Deportivo Mandiyú – San Lorenzo de Almagro 1:2 Julio César Marinilli – Esteban Fernando González, Roberto Monserrat mecz rozegrany został na stadionie klubu Huracán Corrientes |
| 6 maja 1995 | CA Platense – Ferro Carril Oeste 0:0 |
| 6 maja 1995 | Talleres Córdoba – Gimnasia y Esgrima La Plata 1:2 Daniel Martín Kesman – Favio Damián Fernández, Guillermo Barros Schelotto                                                    |
| 6 maja 1995 | Vélez Sarsfield – Club Atlético Lanús 2:1 Roberto Fabián Pompei, José Óscar Flores – Ariel Maximiliano López                                                                    |

### Clausura 12
| Data         | Mecz |
| ------------ | --- |
| 9 maja 1995  | Club Atlético Lanús – Racing Club de Avellaneda 1:2 Gerardo Martino – Juan Ramón Fleita, Marcelo Saralegui |
| 9 maja 1995  | Gimnasia y Esgrima La Plata – Boca Juniors 0:0 według josecarluccio.blogspot.com mecz rozegrany został na stadionie Gimnasia y Esgrima, natomiast według RSSSF mecz rozerany został na stadionie klubu Independiente |
| 9 maja 1995  | Ferro Carril Oeste – CA Huracán 1:2 Mario Gabriel Pobersnik – Hugo Morales, Claudio Javier Marini |
| 9 maja 1995  | San Lorenzo de Almagro – Deportivo Español 1:0 Claudio Darío Biaggio |
| 9 maja 1995  | River Plate – Newell’s Old Boys 1:0 Matías Almeyda |
| 9 maja 1995  | Rosario Central – Vélez Sarsfield 1:1 Darío Óscar Scotto – José Óscar Flores |
| 9 maja 1995  | Belgrano Córdoba – Deportivo Mandiyú 1:1 Juan José Cardinal (k) – Pablo Luis Pozzuto |
| 9 maja 1995  | Gimnasia y Esgrima Jujuy – CA Banfield 1:1 Darío Cristián Dómene – Daniel Alejandro Delfino |
| 10 maja 1995 | Argentinos Juniors – Talleres Córdoba 1:1 Marcelo Luis Trapasso – Silvio René Carrario mecz rozegrany został na stadionie klubu Atlanta Buenos Aires                                                                 |
| 10 maja 1995 | Independiente – CA Platense 1:2 Javier Gustavo Mazzoni – Alejandro Martín Kenig, Hernán Martín Maisterra |

### Clausura 13
| Data         | Mecz |
| ------------ | --- |
| 15 maja 1995 | Club Atlético Lanús – Rosario Central 1:1 Carlos Alberto Juárez – Darío Óscar Scotto (k)                                                                                       |
| 16 maja 1995 | Racing Club de Avellaneda – CA Banfield 1:1 Pablo Andrés Michelini – Alex Sandro Rossi                                                                                         |
| 16 maja 1995 | Deportivo Mandiyú – River Plate 1:2 Rubén Alejandro Bernuncio – Enzo Francescoli, Ariel Ortega mecz rozegrany został na stadionie klubu Huracán Corrientes                     |
| 16 maja 1995 | Talleres Córdoba – Ferro Carril Oeste 0:1 Mario Gabriel Pobersnik |
| 16 maja 1995 | Vélez Sarsfield – Gimnasia y Esgrima La Plata 1:2 José Óscar Flores – Guillermo Barros Schelotto (2)                                                                           |
| 16 maja 1995 | Newell’s Old Boys – Gimnasia y Esgrima Jujuy 1:0 Iván César Gabrich |
| 16 maja 1995 | Deportivo Español – Belgrano Córdoba 4:0 José Antonio Barrella (2), Raúl Alejandro Peralta, Hugo Norberto Castillo mecz rozegrany został na stadionie klubu Ferro Carril Oeste |
| 16 maja 1995 | CA Huracán – Independiente 1:3 Pedro D. Barrios Delgado (k) – Javier Gustavo Mazzoni (2), Gonzalo Martín Camilli                                                               |
| 16 maja 1995 | Boca Juniors – Argentinos Juniors 2:3 Walter Reinaldo Pico, Alphonse Tchami – Sergio Daniel López, Sebastián Diego Pena, Carlos Luis Torres                                    |
| 17 maja 1995 | CA Platense – San Lorenzo de Almagro 1:1 Alejandro Martín Kenig – Esteban Fernando González mecz rozegrany został na stadionie klubu Vélez Sarsfield                           |

### Clausura 14
| Data         | Mecz |
| ------------ | --- |
| 19 maja 1995 | Ferro Carril Oeste – Boca Juniors 0:1 Julio César Saldaña                                                                                     |
| 20 maja 1995 | Rosario Central – Racing Club de Avellaneda 0:2 Néstor Adrián de Vicente, Marcelo Saralegui                                                   |
| 21 maja 1995 | Argentinos Juniors – Vélez Sarsfield 0:2 José Óscar Flores, Roberto Luis Trotta mecz rozegrany został na stadionie klubu Atlanta Buenos Aires |
| 21 maja 1995 | Independiente – Talleres Córdoba 3:1 Jorge Burruchaga (k), Silverio Ramón Penayo, Ángel Alejandro Morales – Roberto Daniel Gasparini (k)      |
| 21 maja 1995 | Belgrano Córdoba – CA Platense 0:0 |
| 21 maja 1995 | Gimnasia y Esgrima Jujuy – Deportivo Mandiyú 1:1 Carlos Claudio Cenci – Marcelo Omar Caviglia                                                 |
| 21 maja 1995 | Gimnasia y Esgrima La Plata – Club Atlético Lanús 1:0 Andrés Roberto Yllana                                                                   |
| 21 maja 1995 | San Lorenzo de Almagro – CA Huracán 3:0 Hugo Rolando Corbalán s, Claudio Darío Biaggio (2)                                                    |
| 21 maja 1995 | River Plate – Deportivo Español 0:2 Hugo Norberto Castillo (2)                                                                                |
| 22 maja 1995 | CA Banfield – Newell’s Old Boys 0:1 Leonardo Ángel Biagini                                                                                    |

### Clausura 15
| Data         | Mecz |
| ------------ | --- |
| 26 maja 1995 | CA Platense – River Plate 0:0 |
| 27 maja 1995 | Talleres Córdoba – San Lorenzo de Almagro 1:3 Juan Carlos Ruiz Díaz – Esteban Fernando González (2), Roberto Monserrat                                |
| 28 maja 1995 | Racing Club de Avellaneda – Newell’s Old Boys 2:0 Cosme Julio Ubaldo Zaccanti, Néstor Adrián de Vicente                                               |
| 28 maja 1995 | Deportivo Español – Gimnasia y Esgrima Jujuy 1:1 Sergio Zanetti (k) – Rubén Darío Piaggio mecz rozegrany został na stadionie klubu Ferro Carril Oeste |
| 28 maja 1995 | CA Huracán – Belgrano Córdoba 0:2 Sebastián Brusco, Daniel Gustavo Mercado                                                                            |
| 28 maja 1995 | Boca Juniors – Independiente 5:0 Carlos Javier Mac Allister, Walter Reinaldo Pico (3), Sergio Daniel Martínez                                         |
| 28 maja 1995 | Deportivo Mandiyú – CA Banfield 1:0 Marcelo Omar Caviglia mecz rozegrany został na stadionie klubu Huracán Corrientes                                 |
| 28 maja 1995 | Vélez Sarsfield – Ferro Carril Oeste 3:0 Roberto Fabián Pompei, José Óscar Flores (2)                                                                 |
| 28 maja 1995 | Rosario Central – Gimnasia y Esgrima La Plata 1:1 Darío Óscar Scotto – Guillermo Sanguinetti                                                          |
| 29 maja 1995 | Club Atlético Lanús – Argentinos Juniors 0:0 |

### Clausura 16
| Data           | Mecz |
| -------------- | --- |
| 2 czerwca 1995 | Independiente – Vélez Sarsfield 2:2 Daniel Óscar Garnero (2) – Omar Asad, Roberto Luis Trotta                                                       |
| 3 czerwca 1995 | Gimnasia y Esgrima La Plata – Racing Club de Avellaneda 2:1 Daniel Lucio Alonso, Pablo Javier Morant – Marcelo Saralegui                            |
| 4 czerwca 1995 | San Lorenzo de Almagro – Boca Juniors 2:0 Claudio Darío Biaggio, Javier Alejandro Arbarello                                                         |
| 4 czerwca 1995 | River Plate – CA Huracán 3:1 Hernán Crespo, Sergio Berti, Pablo Hernán Lavallén – Pedro D. Barrios Delgado                                          |
| 4 czerwca 1995 | CA Banfield – Deportivo Español 1:2 Juan Raúl Arce – Sergio Zanetti, Sandro Fabricio Ojeda                                                          |
| 4 czerwca 1995 | Argentinos Juniors – Rosario Central 1:1 Ariel Cuffaro Russo – Omar Arnaldo Palma (k) mecz rozegrany został na stadionie klubu Atlanta Buenos Aires |
| 4 czerwca 1995 | Belgrano Córdoba – Talleres Córdoba 1:1 Ricardo Nicolás Rentera – Carlos Ariel Bértola                                                              |
| 4 czerwca 1995 | Gimnasia y Esgrima Jujuy – CA Platense 2:0 Juan Carlos Barrionuevo, Rubén Darío Piaggio                                                             |
| 4 czerwca 1995 | Newell’s Old Boys – Deportivo Mandiyú 3:0 Leonardo Ángel Biagini, Iván César Gabrich, Julio César Baldivieso                                        |
| 5 czerwca 1995 | Ferro Carril Oeste – Club Atlético Lanús 0:0 |

### Clausura 17
| Data            | Mecz |
| --------------- | --- |
| 9 czerwca 1995  | Club Atlético Lanús – Independiente 2:1 Carlos Alberto Juárez, Rodolfo Ramón García – Juan Carlos Ramírez                                                                       |
| 10 czerwca 1995 | Talleres Córdoba – River Plate 2:1 Roberto Daniel Gasparini, Omar Alberto Gauna (k) – Gabriel Omar Amato                                                                        |
| 11 czerwca 1995 | Racing Club de Avellaneda – Deportivo Mandiyú 1:1 Germán Arangio – Rubén Alejandro Bernuncio                                                                                    |
| 11 czerwca 1995 | Vélez Sarsfield – San Lorenzo de Almagro 1:0 José Óscar Flores |
| 11 czerwca 1995 | Rosario Central – Ferro Carril Oeste 1:1 Federico Guillermo Lussenhoff – Jorge Luis Cordon                                                                                      |
| 11 czerwca 1995 | Deportivo Español – Newell’s Old Boys 3:1 Nelson Omar Agoglia (2), Hugo Norberto Castillo – Alfredo Jesús Berti (k) mecz rozegrany został na stadionie klubu Ferro Carril Oeste |
| 11 czerwca 1995 | CA Huracán – Gimnasia y Esgrima Jujuy 2:1 Pedro D. Barrios Delgado, Antonio Daniel Barijho – Marcelo Andrés Trimarchi                                                           |
| 11 czerwca 1995 | Boca Juniors – Belgrano Córdoba 0:1 Luis Fabián Artime |
| 11 czerwca 1995 | Gimnasia y Esgrima La Plata – Argentinos Juniors 3:1 Sergio Daniel Dopazo (3, 3k) – Cristián Gastón Zermattén                                                                   |
| 12 czerwca 1995 | CA Platense – CA Banfield 2:0 Adrián Norberto Coria, Eduardo Germán Coudet |

### Clausura 18
| Data            | Mecz |
| --------------- | --- |
| 16 czerwca 1995 | Argentinos Juniors – Racing Club de Avellaneda 0:1 Juan Ramón Fleita mecz rozegrany został na stadionie klubu CA Huracán                                |
| 17 czerwca 1995 | Gimnasia y Esgrima Jujuy – Talleres Córdoba 2:2 Marcelo Andrés Trimarchi, Sergio José Priseajniuc – Roberto Daniel Gasparini (k), Óscar Alfredo Osorio  |
| 17 czerwca 1995 | Belgrano Córdoba – Vélez Sarsfield 0:2 José Óscar Flores (2)                                                                                            |
| 18 czerwca 1995 | Independiente – Rosario Central 3:2 Juan Carlos Ramírez, Javier Gustavo Mazzoni (2) – Pablo Andrés Sánchez, Raúl Eduardo Gordillo                       |
| 18 czerwca 1995 | Newell’s Old Boys – CA Platense 1:1 Marcelo Escudero – Mariano Dalla Líbera (k)                                                                         |
| 18 czerwca 1995 | Ferro Carril Oeste – Gimnasia y Esgrima La Plata 0:1 Carlos Federico Lagorio                                                                            |
| 18 czerwca 1995 | San Lorenzo de Almagro – Club Atlético Lanús 1:0 Carlos Javier Netto (k)                                                                                |
| 18 czerwca 1995 | River Plate – Boca Juniors 2:4 Ariel Ortega, Enzo Francescoli (k) – Julio César Saldaña, Alberto José Márcico, Alphonse Tchami, Rubén Fernando Da Silva |
| 18 czerwca 1995 | Deportivo Mandiyú – Deportivo Español 0:0 mecz rozegrany został na stadionie klubu Huracán Corrientes                                                   |
| 19 czerwca 1995 | CA Banfield – CA Huracán 3:1 Alfredo Daniel Turdó, Patricio Alejandro Camps, Fabián Leonardo Alegre (k) – Pedro D. Barrios Delgado (k)                  |

### Clausura 19
| Data            | Mecz |
| --------------- | --- |
| 23 czerwca 1995 | Boca Juniors – Gimnasia y Esgrima Jujuy 3:1 Walter Reinaldo Pico, Roberto Óscar Gómez, Luis Alberto Carranza – Carlos Morales Santos |
| 24 czerwca 1995 | Racing Club de Avellaneda – Deportivo Español 0:2 Wilson Núñez De la Rosa, Hugo Norberto Castillo |
| 25 czerwca 1995 | CA Huracán – Newell’s Old Boys 2:2 Hugo Morales, Antonio Daniel Barijho – Gustavo Daniel Raggio, Pablo Ariel Paz |
| 25 czerwca 1995 | Club Atlético Lanús – Belgrano Córdoba 0:1 Daniel Gustavo Mercado |
| 25 czerwca 1995 | Gimnasia y Esgrima La Plata – Independiente 0:1 Javier Gustavo Mazzoni |
| 25 czerwca 1995 | Talleres Córdoba – CA Banfield 0:0 |
| 25 czerwca 1995 | Vélez Sarsfield – River Plate 3:1 José Luis Sánchez Moretti (2), Marcelo Hugo Herrera (k) – Hernán Crespo |
| 25 czerwca 1995 | Rosario Central – San Lorenzo de Almagro 0:1 (0:0) Widzowie: 25 428 Sędzia: Roberto Rubén Ruscio Bramki: 0:1 Esteban Fernando González 77 Uwagi: W 58 minucie Carlos Javier Netto wykonywał rzut karny i chybił mecz przerwany został w 89 minucie, wynik zachowano Club Atlético Rosario Central: Roberto Abbondanzieri – Diego Gastón Ordóñez, Gustavo Germán Falaschi, Federico Guillermo Lussenhoff, Juan Ramón Jara – Roberto Antonio Molina, Pablo Andrés Sánchez, Raúl Eduardo Gordillo (Cristián Daniel Colusso), Julio César Bayón (Andrés Miguel Garrone) – Darío Óscar Scotto, Gonzalo Belloso. Trener: Enrique Santiago Fernández. Club Atlético San Lorenzo de Almagro: Óscar Fernando Passet – Mario Rolando Escudero, Óscar Alberto Arévalo, Oscar Ruggeri, Damián Marcelo Manusovich – Roberto Monserrat, Fernando Edgar Galetto, Carlos Javier Netto, Silas – Claudio Darío Biaggio (Norberto Ortega Sánchez), Javier Alejandro Arbarello (Esteban Fernando González). Trener: Héctor Veira. |
| 25 czerwca 1995 | Argentinos Juniors – Ferro Carril Oeste 1:1 Juan Andrés Gómez – Marcos Guillermo Samso (k) mecz rozegrany został na stadionie klubu Atlanta Buenos Aires |
| 26 czerwca 1995 | CA Platense – Deportivo Mandiyú 4:2 Daniel Marcelo Mayo, Luciano Alejandro Nicotra, Alejandro Martín Kenig, Mariano Dalla Líbera – Roberto Ulrico Müller, Marcelo Omar Caviglia |

### Tabela końcowa Clausura 1994/1995
| Poz | Klub                        | Mecze | Zw | Rem | Por | Pkt | BrZd | BrStr |
| --- | --------------------------- | ----- | -- | --- | --- | --- | ---- | ----- |
| 1   | San Lorenzo de Almagro      | 19    | 14 | 2   | 3   | 30  | 31   | 12    |
| 2   | Gimnasia y Esgrima La Plata | 19    | 12 | 5   | 2   | 29  | 29   | 13    |
| 3   | CA Vélez Sarsfield          | 19    | 12 | 4   | 3   | 28  | 31   | 13    |
| 4   | Boca Juniors                | 19    | 9  | 6   | 4   | 24  | 33   | 19    |
| 5   | Deportivo Español           | 19    | 10 | 4   | 5   | 24  | 27   | 13    |
| 6   | Racing Club de Avellaneda   | 19    | 6  | 8   | 5   | 20  | 20   | 19    |
| 7   | Rosario Central             | 19    | 5  | 9   | 5   | 19  | 29   | 23    |
| 8   | CA Platense                 | 19    | 4  | 11  | 4   | 19  | 15   | 14    |
| 9   | Club Atlético Lanús         | 19    | 7  | 4   | 8   | 18  | 21   | 19    |
| 10  | River Plate                 | 19    | 7  | 4   | 8   | 18  | 29   | 30    |
| 11  | Independiente               | 19    | 7  | 4   | 8   | 18  | 24   | 26    |
| 12  | Gimnasia y Esgrima Jujuy    | 19    | 4  | 9   | 6   | 17  | 19   | 23    |
| 13  | CA Banfield                 | 19    | 5  | 6   | 8   | 16  | 17   | 22    |
| 14  | Ferro Carril Oeste          | 19    | 4  | 8   | 7   | 16  | 12   | 20    |
| 15  | Newell’s Old Boys           | 19    | 5  | 5   | 9   | 15  | 21   | 27    |
| 16  | Talleres Córdoba            | 19    | 3  | 9   | 7   | 15  | 20   | 29    |
| 17  | Belgrano Córdoba            | 19    | 5  | 5   | 9   | 15  | 12   | 26    |
| 18  | Deportivo Mandiyú           | 19    | 3  | 8   | 8   | 14  | 18   | 27    |
| 19  | CA Huracán                  | 19    | 3  | 7   | 9   | 13  | 20   | 35    |
| 20  | Argentinos Juniors          | 19    | 2  | 8   | 9   | 12  | 18   | 36    |

### Klasyfikacja strzelców bramek
| Gole | Piłkarz                | Klub                   |
| ---- | ---------------------- | ---------------------- |
| 14   | José Óscar Flores      | CA Vélez Sarsfield     |
| 10   | Hugo Norberto Castillo | Deportivo Español      |
| 10   | Darío Óscar Scotto     | Rosario Central        |
| 9    | Claudio Darío Biaggio  | San Lorenzo de Almagro |
| 9    | Sergio Daniel Martínez | Boca Juniors           |
| 9    | Javier Gustavo Mazzoni | Independiente          |

### Tablica spadkowa na koniec turnieju Clausura 1994/1995
| Poz | Klub                        | 1992/93 pkt/m | 1993/94 pkt/m | 1994/95 pkt/m | Razem pkt/mecze | Średnia |
| --- | --------------------------- | ------------- | ------------- | ------------- | --------------- | ------- |
| 1   | San Lorenzo de Almagro      | 45/38         | 44/38         | 56/38         | 145/114         | 1,272   |
| 2   | River Plate                 | 46/38         | 45/38         | 49/38         | 140/114         | 1,228   |
| 3   | CA Vélez Sarsfield          | 48/38         | 38/38         | 52/38         | 138/114         | 1,211   |
| 4   | Boca Juniors                | 48/38         | 42/38         | 41/38         | 131/114         | 1,149   |
| 5   | Independiente               | 41/38         | 48/38         | 37/38         | 126/114         | 1,106   |
| 6   | Gimnasia y Esgrima La Plata | 34/38         | 37/38         | 49/38         | 120/114         | 1,053   |
| 7   | Club Atlético Lanús         | 37/38         | 41/38         | 39/38         | 117/114         | 1,026   |
| 8   | Racing Club de Avellaneda   | 36/38         | 42/38         | 39/38         | 117/114         | 1,026   |
| 9   | Rosario Central             | 39/38         | 38/38         | 39/38         | 116/114         | 1,018   |
| 10  | CA Huracán                  | 43/38         | 43/38         | 29/38         | 115/114         | 1,009   |
| 11  | CA Banfield                 | 0/0           | 40/38         | 36/38         | 76/76           | 1,000   |
| 12  | Belgrano Córdoba            | 38/38         | 35/38         | 36/38         | 109/114         | 0,956   |
| 13  | Deportivo Español           | 41/38         | 32/38         | 36/38         | 109/114         | 0,956   |
| 14  | Ferro Carril Oeste          | 38/38         | 35/38         | 32/38         | 105/114         | 0,921   |
| 15  | Argentinos Juniors          | 33/38         | 36/38         | 34/38         | 103/114         | 0,903   |
| 16  | CA Platense                 | 28/38         | 38/38         | 35/38         | 101/114         | 0,886   |
| 17  | Newell’s Old Boys           | 25/38         | 36/38         | 38/38         | 99/114          | 0,868   |
| 18  | Gimnasia y Esgrima Jujuy    | 0/0           | 0/0           | 32/38         | 32/38           | 0,842   |
| 19  | Deportivo Mandiyú           | 37/38         | 30/38         | 25/38         | 92/114          | 0,807   |
| 20  | Talleres Córdoba            | 0/0           | 0/0           | 24/38         | 24/38           | 0,632   |

## Sumaryczna tabela sezonu 1994/1995
| Poz | Klub                        | Mecze | Zw | Rem | Por | Pkt | BrZd | BrStr |
| --- | --------------------------- | ----- | -- | --- | --- | --- | ---- | ----- |
| 1   | San Lorenzo de Almagro      | 38    | 23 | 10  | 5   | 56  | 61   | 33    |
| 2   | CA Vélez Sarsfield          | 38    | 21 | 10  | 7   | 52  | 59   | 29    |
| 3   | Gimnasia y Esgrima La Plata | 38    | 17 | 15  | 6   | 49  | 49   | 32    |
| 4   | River Plate                 | 38    | 19 | 11  | 8   | 49  | 60   | 44    |
| 5   | Boca Juniors                | 38    | 14 | 13  | 11  | 41  | 62   | 47    |
| 6   | Rosario Central             | 38    | 12 | 15  | 11  | 39  | 51   | 43    |
| 7   | Club Atlético Lanús         | 38    | 14 | 11  | 13  | 39  | 41   | 43    |
| 8   | Racing Club de Avellaneda   | 38    | 12 | 15  | 11  | 39  | 35   | 37    |
| 9   | Newell’s Old Boys           | 38    | 12 | 14  | 12  | 38  | 43   | 41    |
| 10  | Independiente               | 38    | 14 | 9   | 15  | 37  | 53   | 54    |
| 11  | Deportivo Español           | 38    | 13 | 10  | 15  | 36  | 43   | 39    |
| 12  | CA Banfield                 | 38    | 12 | 12  | 14  | 36  | 37   | 37    |
| 13  | Belgrano Córdoba            | 38    | 12 | 12  | 14  | 36  | 37   | 44    |
| 14  | CA Platense                 | 38    | 9  | 17  | 12  | 35  | 34   | 38    |
| 15  | Argentinos Juniors          | 38    | 10 | 14  | 14  | 34  | 42   | 55    |
| 16  | Gimnasia y Esgrima Jujuy    | 38    | 10 | 12  | 16  | 32  | 32   | 47    |
| 17  | Ferro Carril Oeste          | 38    | 9  | 14  | 15  | 32  | 33   | 50    |
| 18  | CA Huracán                  | 38    | 9  | 11  | 18  | 29  | 42   | 60    |
| 19  | Deportivo Mandiyú           | 38    | 4  | 17  | 17  | 25  | 37   | 58    |
| 20  | Talleres Córdoba            | 38    | 5  | 16  | 17  | 24  | 38   | 58    |

- Copa Libertadores 1996: River Plate (mistrz turnieju Apertura), San Lorenzo de Almagro (mistrz turnieju Clausura)
- Copa CONMEBOL 1995: Gimnasia y Esgrima La Plata, Rosario Central